# Long Pool
Der Long Pool ist ein See im Südwesten des australischen Bundesstaates Western Australia. 
Der See liegt im Verlauf des Avon River ca. 12 km westlich von Toodyay.